# Kiko
Francisco Miguel Narváez Machón, bedre kendt som Kiko (født 26. april 1972 i Jerez), er en tidligere spansk fodboldspiller (angriber).
Kiko tilbragte størstedelen af sin karriere hos Atlético Madrid, hvor han i 1996 var med til at vinde The Double, det spanske mesterskab og pokalturneringen Copa del Rey. Han scorede elleve ligamål for klubben i mesterskabssæsonen. Han spillede også også for Cádiz CF og Extremadura.

## Landshold
Kiko spillede gennem karrieren 26 kampe og scorede fem mål for Spaniens landshold. Han var en del af den spanske trup til både både EM i 1996 og VM i 1998. Ved VM i 1998 scorede han to mål for spanierne, men kunne ikke forhindre, at holdet røg ud efter det indledende gruppespil.
Før sin tid på A-landsholdet havde Kiko også været en del af det spanske U/23-landshold ved OL 1992 på hjemmebane i Barcelona. Spanierne vandt alle kampe i indledende pulje og derpå kvartfinalen 1-0 over Italien U/23, fulgt af sejr i semifinalen 2-0 over Ghana U/23, inden de sikrede sig det olympiske mesterskab med en finalesejr på 3-2 over Polen U/23. Kiko spillede alle kampe og scorede fem mål, blandt andet kvartfinalens eneste mål samt to mål i finalen.